# Колегіум Новодворського Ягеллонського університету
Колегіум Новодворського (пол. Collegium Nowodworskiego) - будівля Ягеллонського університету, яка розташована в Кракові в Старому місті на вулиці Святої Анни,12.
Бартоломей Новодворський (звідси походить назва) заповів будинок для університету з метою використання для першої світської середньої школи, що існувала при університеті з 1586 року. Колегіум Новодворського архітектурно відноситься до пізньоготичного Колегіум Маюс і відомий своїм аркадним двориком у стилі бароко.

Середня школа (так звані Classes ) у 1898 р. переїхала до іншої будівлі на pl. Na Groblach (нині І Ліцей Загальноосвітній ). Колегіум Новодворського був переданий Ягеллонській бібліотеці, а з 1949 року — тодішній медичній академії (сьогодні Медичний Колегіум).

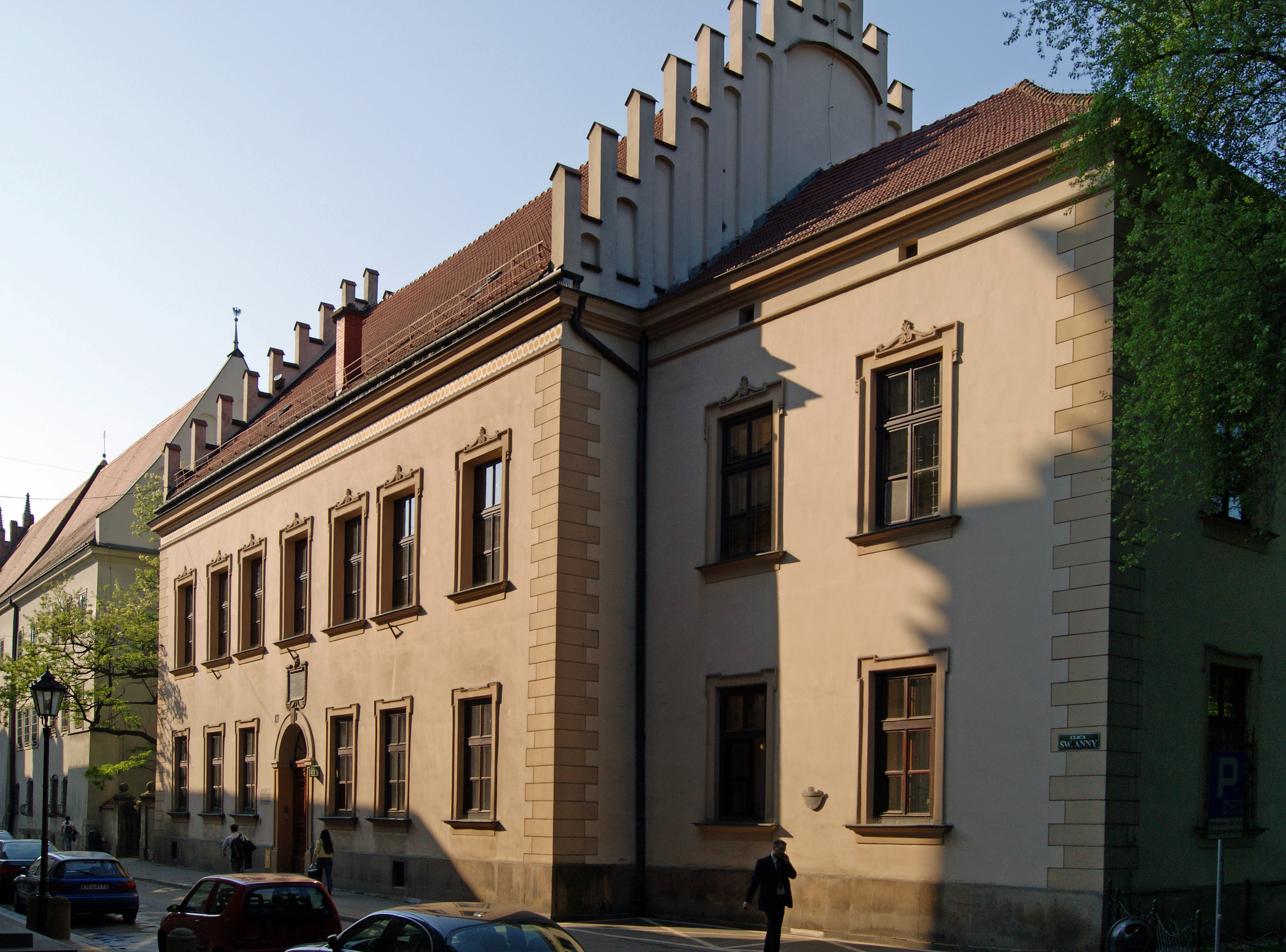
Загальний вигляд будівлі.
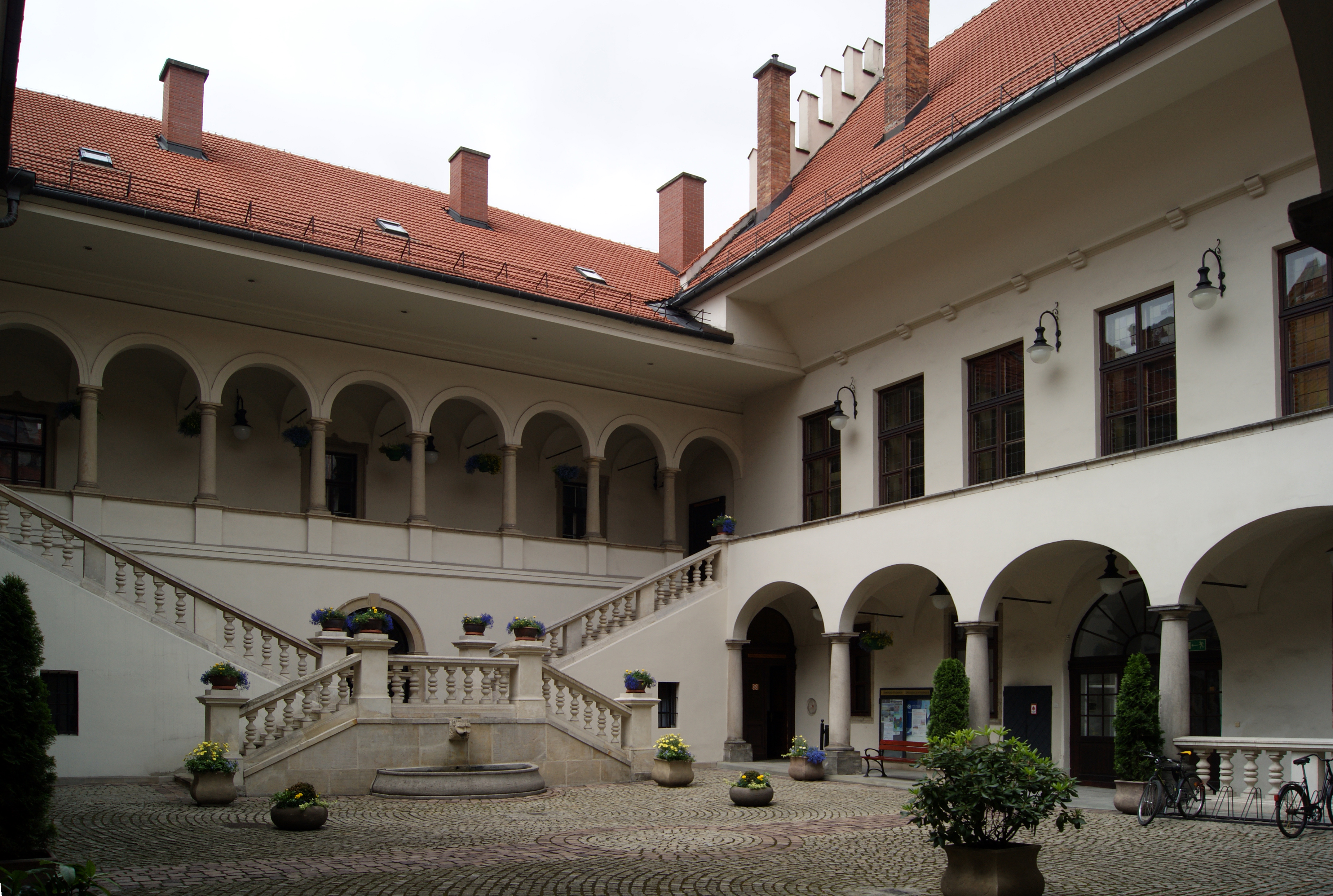
Колегіумний двір.

## зовнішні посилання
- Візуалізація Collegium Maius, Collegium Minus та Collegium Nowodworski [Архівовано 4 березня 2016 у Wayback Machine.] (доступ: 20.02.2011)